# Ríjkovo (Perm)
|  | Per a altres significats, vegeu «Ríjkovo». |

Ríjkovo (en rus: Рыжково) és un poble del krai de Perm, a Rússia, que en el cens del 2010 tenia 102 habitants.